# 明台產物保險
明台產物保險股份有限公司，簡稱明台產險，是一家總部設於臺灣臺北市的財產保險公司，日本MS&AD保險集團控股旗下子公司之一。
創辦人為林攀龍。

## 歷史
- 1961年8月28日，明台產險召開成立大會。
- 1961年9月22日，明台產險正式開業。
- 2003年7月31日，明台產險以股份轉換方式成為第一金融控股之子公司。
- 2005年9月2日，第一金控轉讓明台產險全數股權予三井住友海上火災保險，明台產險併入三井住友海上集團，明台產險商標套用三井住友海上集團標誌。
- 2009年1月1日，明台產險與「日商三井住友海上火災產物保險股份有限公司台北分公司」合併，明台產險為合併後存續公司。
- 2010年，三井住友海上集團改為MS&AD保險集團控股，明台產險仍為旗下子公司，明台產險商標不變。
- 2022年，明台產險第四代總部售予台新國際商業銀行。
- 2023年1月1日，明台產險總部遷入臺北市中正區仁愛路二段22號，為第五代總部。
- 2024年11月19日，明台產險台南分公司自安平區永華路二段319號遷至臺南市安平區慶平路192號，該大樓原為南山人壽台南分公司所在。

## 外部連結
- （繁體中文） 明台產物保險 （页面存档备份，存于）